# Río Dumo
El río Dumo es un curso natural de agua que nace en la cordillera de los Andes de la Región de La Araucanía, fluye con dirección general oeste y desemboca en el río Traiguén unos kilómetros al oeste de la ciudad de Victoria.

## Trayecto
El río Dumo drena el extremo norte del centro de la cuenca del río Imperial, separado del río Malleco, de la cuenca del río Biobío, solo por la divisoria de aguas y uno que otro arroyo corto que baja las aguas. En su trayecto hacia el oeste, el Malleco se va hacia el norte y aparece en la cuenca del Biobío el río Huequén, pero el Dumo continúa su camino apegado al límite norte de su cuenca y recibe por el sur al estero Pichidumo y luego al estero Colo. Al este de Victoria, el Dumo desemboca en el río Traiguén.

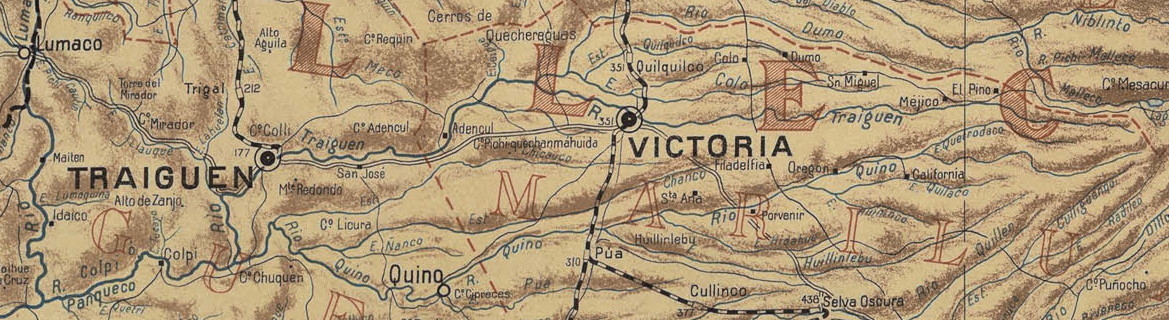
Cuenca del río Colpi o Panqueco en un mapa de Luis Risopatrón de 1910.

## Caudal y régimen
El río posee una estación fluviométrica aguas abajo de la junta del estero Pichidumo, a 300 m s. n. m.: 46  La subcuenca del río Cholchol, que comprende su hoya hidrográfica con sus principales afluentes: río Purén, río Lumaco, río Traiguén, río Quino y río Quillén, tiene un notorio régimen pluvial, con importantes caudales en los meses de invierno. En años lluviosos los mayores caudales ocurren entre junio y agosto, producto de importantes lluvias invernales. En años normales y secos los mayores caudales también se deben a aportes pluviales, presentándose entre junio y septiembre. El período de menores caudales se observa en el trimestre enero-marzo.: 62 

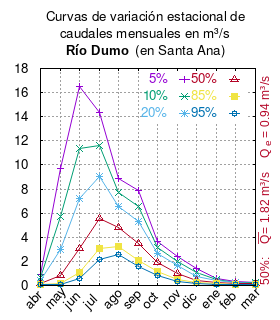
Curvas de variación estacional del río Dumo en Santa Ana.

El caudal del río (en un lugar fijo) varía en el tiempo, por lo que existen varias formas de representarlo. Una de ellas son las curvas de variación estacional que, tras largos periodos de mediciones, predicen estadísticamente el caudal mínimo que lleva el río con una probabilidad dada, llamada probabilidad de excedencia. La curva de color rojo ocre (con {\displaystyle {\color {Red}\vartriangle }}) muestra los caudales mensuales con probabilidad de excedencia de un 50%. Esto quiere decir que ese mes se han medido igual cantidad de caudales mayores que caudales menores a esa cantidad. Eso es la mediana (estadística), que se denota Qe, de la serie de caudales de ese mes. La media (estadística) es el promedio matemático de los caudales de ese mes y se denota {\displaystyle {\overline {Q}}}. 
Una vez calculados para cada mes, ambos valores son calculados para todo el año y pueden ser leídos en la columna vertical al lado derecho del diagrama. El significado de la probabilidad de excedencia del 5% es que, estadísticamente, el caudal es mayor solo una vez cada 20 años, el de 10% una vez cada 10 años, el de 20% una vez cada 5 años, el de 85% quince veces cada 16 años y la de 95% diecisiete veces cada 18 años. Dicho de otra forma, el 5% es el caudal de años extremadamente lluviosos, el 95% es el caudal de años extremadamente secos. De la estación de las crecidas puede deducirse si el caudal depende de las lluvias (mayo-julio) o del derretimiento de las nieves (septiembre-enero).

## Historia
Francisco Solano Asta-Buruaga y Cienfuegos escribió en 1899 en su obra póstuma Diccionario Geográfico de la República de Chile sobre el río:
Dumo.-—Riachuelo del departamento de Traiguén, que nace en las faldas occidentales y corre hacia el SO. por pocos kilómetros hasta entrar en la margen norte del río Traiguén á corta distancia al E. del fuerte de Adencul.